# Rete filoviaria di Chișinău
La rete filoviaria di Chișinău è composta da più di 30 linee filobus che servono la città di Chișinău, capitale della Moldavia.

## Storia
La rete filoviaria nacque, per decisione del consiglio comunale, nel 1949 per sostituire la rete tranviaria della capitale, gravemente danneggiata durante la seconda guerra mondiale. La prima linea collegò la stazione ferroviaria con l'Università di Medicina, procedendo sulla bulevardul Ștefan cel Mare, dalla quale furono rimosse le rotaie del tram.
Con la soppressione della rete tranviaria nel 1961, il filobus è rimasto l'unico mezzo di trasporto ad utilizzare la rete aerea, assorbendo anche il deposito delle vetture tranviarie.
Nell`ottobre 2020 5 nuovi filosnodati bielorussi BKM-433.030 sono arrivati a Chișinău. Il 14 ottobre i nuovi filosnodati hanno cominciato ad operare sulle linee.

## Parco mezzi
| Modello      | N°  |
| ------------ | --- |
| AKSM-213     | 2   |
| AKSM-321     | 112 |
| AKSM-32102   | 1   |
| Škoda 14Tr   | 37  |
| VMZ-5298     | 3   |
| YuMZ-T1      | 4   |
| YuMZ-T2      | 20  |
| ZiU-9        | 150 |
| ZiU-10       | 7   |
| ZiU-682G-016 | 1   |